# Volpone albo lis (film francuski)
Volpone albo lis (fr. Volpone) – francuski telewizyjny film komediowy z 2003 roku w reżyserii Frédérica Auburtina. Ekranizacja sztuki Volpone autorstwa Bena Jonsona.

## Fabuła
Oszust Volpone udaje śmiertelnie chorego, by wyłudzić prezenty od tych, którzy spodziewają się odziedziczenia jego majątku.

## Obsada
- Gérard Depardieu – Volpone
- Daniel Prévost – Mosca
- Gérard Jugnot – rejent Grappione
- Robert Hirsch – kupiec Secco
- Jean-François Stévenin – kupiec Corbaccio
- Inés Sastre – Celia Corbaccio
- Yves Verhoeven – syn kupca Secco

## Produkcja
Zdjęcia kręcono w Tomar w Portugalii.

## Nazwiska postaci
Nazwisko Volpone w języku włoskim nawiązuje do lisa, stąd też w Polsce tytuł oryginalny przetłumaczono jako Volpone albo lis. Imię Mosca oznacza zaś dosłownie słowo "mucha". Kupiec Corbaccio nosi nazwisko oznaczające "kruka", nazwisko prawnika Voltore oznacza "sępa".

## Produkcja
Zdjęcia kręcono w Tomar w Portugalii.